# 2492 Kutuzov
2492 Kutuzov este un asteroid din centura principală, descoperit pe 14 iulie 1977 de Nikolai Cernîh.